# Ingeltrude
Ingeltrude, chiamata anche Ingeltrud, Angeltrud, Engeltrud, (... – dopo il 2 aprile 870) fu la secondogenita del margravio Eberardo del Friuli della stirpe degli Unrochingi e di Gisella, figlia dell'imperatore Ludovico il Pio della stirpe dei Carolingi dal suo matrimonio con Giuditta di Baviera della stirpe dei Welfen.
Ingeltrude è discussa nella ricerca se fosse stata o meno la moglie di Enrico della stirpe dei Poppinidi/Babenberg di Franconia. Se così fosse, non sarebbe solo la nipote di Ludovico il Pio, ma anche la nonna del re Enrico I, facendo sì che l'intera famiglia imperiale dei Liudolfingi possa essere annoverata tra i discendenti di Carlo Magno. Una valida contro-argomentazione è l'età di Ingeltrude: questa infatti, figlia di Eberardo, nacque dopo Eberardo (II), morto prematuramente, nell'838 circa, mentre la moglie di Enrico, originaria della Sassonia, nacque intorno all'830.
Una contro-argomentazione essenziale è la menzione di Ingeltrude nell'870 da parte di sua madre Gisella, che riservò a sé stessa e alla figlia una tomba nell'abbazia di Cysoing, l'abbazia familiare degli Unrochingi, il che potrebbe indicare che all'epoca Ingeltrude non era sposata, mentre la figlia di Enrico di Franconia (e forse anche quella di Ingeltrude) Edvige sposò il duca sassone Ottone l'Illustre proprio durante questi anni (intorno all'869/870).

## Ascendenza
|                       |             |                   | Genitori            |  |  | Nonni |  |  | Bisnonni |  |  | Trisnonni |  |
|                       |             |                   |                     |  |  |       |  |  | …        |  |  | …         |  |
|                       |             |                   |                     |  |  |       |  |  | …        |  |  | …         |  |
|                       |             | …                 |                     |  |  |       |  |  | …        |  |  |           |  |
| Unruoch II del Friuli |             |                   |                     |  |  |       |  |  | …        |  |  |           |  |
|                       |             | …                 | …                   |  |  |       |  |  |          |  |  |           |  |
|                       |             | …                 | …                   |  |  |       |  |  |          |  |  |           |  |
|                       |             | …                 | …                   |  |  |       |  |  |          |  |  |           |  |
| Eberardo del Friuli   |             | …                 |                     |  |  |       |  |  |          |  |  |           |  |
|                       |             | Begone di Tolosa  | Gerardo I di Parigi |  |  |       |  |  |          |  |  |           |  |
|                       |             | Begone di Tolosa  | Gerardo I di Parigi |  |  |       |  |  |          |  |  |           |  |
|                       |             | Begone di Tolosa  | Rotrude             |  |  |       |  |  |          |  |  |           |  |
| Engeltrude di Tolosa  |             | Begone di Tolosa  |                     |  |  |       |  |  |          |  |  |           |  |
|                       |             | Alpais            | …                   |  |  |       |  |  |          |  |  |           |  |
|                       |             | Alpais            | …                   |  |  |       |  |  |          |  |  |           |  |
|                       |             | Alpais            | …                   |  |  |       |  |  |          |  |  |           |  |
| Ingeltrude del Friuli |             | Alpais            |                     |  |  |       |  |  |          |  |  |           |  |
|                       | Carlo Magno | Pipino il Breve   |                     |  |  |       |  |  |          |  |  |           |  |
|                       | Carlo Magno | Pipino il Breve   |                     |  |  |       |  |  |          |  |  |           |  |
|                       | Carlo Magno | Bertrada di Laon  |                     |  |  |       |  |  |          |  |  |           |  |
| Ludovico il Pio       | Carlo Magno |                   |                     |  |  |       |  |  |          |  |  |           |  |
|                       |             | Ildegarda         | Geroldo di Vintzgau |  |  |       |  |  |          |  |  |           |  |
|                       |             | Ildegarda         | Geroldo di Vintzgau |  |  |       |  |  |          |  |  |           |  |
|                       |             | Ildegarda         | Emma d'Alemannia    |  |  |       |  |  |          |  |  |           |  |
| Gisella               |             | Ildegarda         |                     |  |  |       |  |  |          |  |  |           |  |
|                       |             | Guelfo I          | Ruthard             |  |  |       |  |  |          |  |  |           |  |
|                       |             | Guelfo I          | Ruthard             |  |  |       |  |  |          |  |  |           |  |
|                       |             | Guelfo I          | …                   |  |  |       |  |  |          |  |  |           |  |
| Giuditta di Baviera   |             | Guelfo I          |                     |  |  |       |  |  |          |  |  |           |  |
|                       |             | Edvige di Baviera | Isanbard            |  |  |       |  |  |          |  |  |           |  |
|                       |             | Edvige di Baviera | Isanbard            |  |  |       |  |  |          |  |  |           |  |
|                       |             | Edvige di Baviera | Thiedrada           |  |  |       |  |  |          |  |  |           |  |
|                       |             | Edvige di Baviera |                     |  |  |       |  |  |          |  |  |           |  |